# 川端達夫
川端 達夫（かわばた たつお、1945年〈昭和20年〉1月24日 - ）は、日本の政治家。
衆議院議員（10期）、民主党国会対策委員長、民主党幹事長（第6代）、文部科学大臣（第12・13代）、内閣府特命担当大臣（科学技術政策）、総務大臣（第15代）、内閣府特命担当大臣（沖縄及び北方対策）、内閣府特命担当大臣（地域主権推進）、民社協会理事長、衆議院副議長（第66代）などを歴任、国民民主党顧問。

## 来歴・人物

### 生い立ち
滋賀県蒲生郡（現・近江八幡市）生まれ。生家は薬局を営んでいた。滋賀県立彦根東高等学校、京都大学工学部卒業。京都大学大学院工学研究科修士課程修了後、東レに入社した。開発研究に携わる傍ら、労働組合運動にも取り組んだ。

### 初当選から民主党結党まで
1986年、引退する西田八郎の後継として、第38回衆議院議員総選挙に民社党公認で滋賀県全県区から立候補し、初当選した。1994年の民社党解党に従い、新進党結党に参加。
1995年、日本社会党を離党した元社会党委員長の山花貞夫や元社会党書記長の赤松広隆、日本新党を離党し当時無所属の海江田万里らによる、社会党や新党さきがけに代わるリベラル新党結成の動きに同調して新進党を離党するが、阪神・淡路大震災後の同年10月に新進党に復党。
1997年末の新進党解党に伴い、新党友愛に参加した。1998年、旧民主党・民政党・新党友愛が合流した民主党結党に参加。

### 野党時代
民主党では国会対策委員長や組織委員長を務める。2004年5月、岡田克也が民主党代表に就任し、岡田新執行部では国会対策委員長に就任した。国会対策委員長時代、「質問主意書の増加によって官僚の残業が増えている」と指摘し、自由民主党が質問主意書の提出制限を主張したことに対し、質問主意書の提出制限は日本国憲法で保障された国政調査権への冒涜であり、「国民の負託を受けて我々が要求することに（官僚が）徹夜してでもしっかりと対応するのは当然だ」と反発した。2004年9月、藤井裕久幹事長の代表代行就任に伴い、川端が民主党幹事長に昇格。
2005年、第44回衆議院議員総選挙では自民党の上野賢一郎に滋賀1区で敗れたが、重複立候補していた比例近畿ブロックで復活し7選した（川端が選挙区で落選したのはこの総選挙が初めて）。選挙敗北の責任を取り岡田代表が辞任を表明し、執行部も総辞職した。「ポスト岡田」を選出する民主党代表選挙では、前原誠司に投票。
前原執行部では、党常任幹事会議長に就任した。2006年2月、野田佳彦国会対策委員長の辞任後、国対委員長への就任を要請されるが、固辞した。国対委員長にはベテランの渡部恒三が就任し、渡部の下で国対委員長代理を兼任する。また、前年の総選挙で旧民社党系のベテランである米沢隆元委員長や中野寛成元書記長らが落選したため、旧民社党系の政治団体である民社協会の理事長に就任。
前原代表の辞任に伴う民主党代表選挙では、川端グループ（民社協会の通称）を挙げて小沢一郎支持を表明した。小沢新代表の下、党常任幹事会議長に再任。
2009年5月11日、小沢一郎が民主党代表辞任を表明。小沢の辞任に伴う代表選挙（5月16日投開票）では岡田克也の推薦人に名を連ねた。同年8月の第45回衆議院議員総選挙では、前回敗れた自民党の上野賢一郎を破り、8選。

### 鳩山・菅政権
2009年9月、鳩山由紀夫内閣で文部科学大臣に任命され、初入閣した。あわせて、国立国会図書館連絡調整委員会委員にも任命された。翌17日の初登庁後の記者会見で、運転が長期停止中の高速増殖炉「もんじゅ」（福井県敦賀市）について、引き続き研究開発を進める考えを示した。高校無償化法案については、文部科学省内や自治体からの要望を受け入れ、当初の家庭への給付案を取りやめ、学校側への給付にすることを了承した。
鳩山内閣において進めていた平成21年度補正予算の見直し作業においては、国対委員長時代の「官僚は徹夜して当然」という主張を曲げることなく、文部科学省の官僚に連休を返上させて作業に当たらせた。
2009年12月25日、高校の新学習指導要領解説書で竹島を領土問題として例示しなかったことについて、閣議後の記者会見で、「竹島はわが国固有の領土であり、正しく認識させることに何ら変更があるわけではない」と強調し、「より簡素化するという意味で、『中学を踏まえて』という表現に集約した」と説明した。
2010年1月7日、副総理の菅直人が財務大臣就任（辞任した藤井裕久の後任）に伴い内閣府特命担当大臣（科学技術政策）を離任したため、川端が文部科学大臣と兼務する形で後任となった。
鳩山首相の退陣に伴い、2010年6月に発足した菅直人内閣では、文部科学大臣と内閣府特命担当大臣（科学技術政策）の2つのポストで再任された。同年9月、菅直人第1次改造内閣発足により退任した。後任の文部科学大臣には同じ旧民社党系の高木義明、内閣府特命担当大臣（科学技術政策）の後任には海江田万里が就任した。その後、衆議院議院運営委員長に就任。

### 野田政権

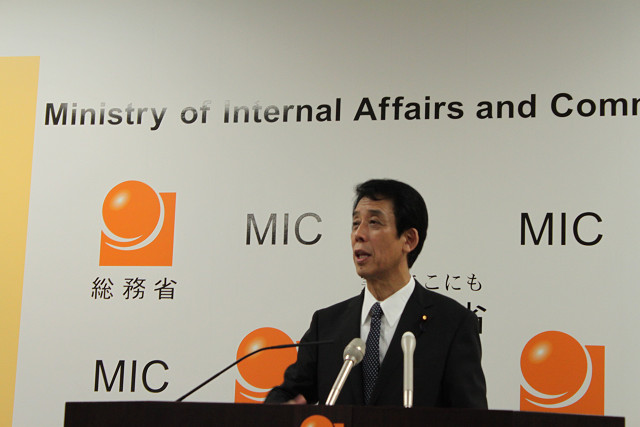
2011年9月2日、総務大臣として初登庁後の記者会見にて

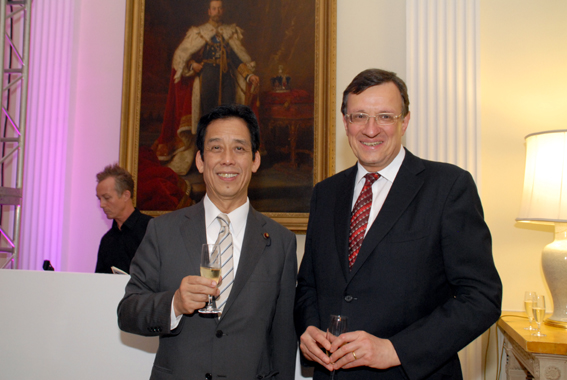
2012年6月6日、女王陛下御在位六十年祝賀パーティーにて日本駐箚英国特命全権大使デイヴィッド・ウォレン（右）と

2011年9月に発足した野田内閣では、総務大臣、内閣府特命担当大臣（沖縄及び北方対策、地域主権推進）に任命され、3つのポストを兼務することとなった。さらに、国務大臣としての所管事項として「地域の活性化を総合的に推進するため企画立案及び行政各部の所管する事務の調整」を担当することとなった。
同年11月16日、国賓として訪日中のブータン国王ジグミ・ケサル・ナムゲル・ワンチュク夫妻を歓迎するために行われた宮中晩餐会を欠席した。翌17日の参議院総務委員会の自民党の片山さつきの質問に対して「極めて失礼なことをしたと深く反省している。二度とこういうことがないよう自覚を持って臨む」と陳謝した。
2012年1月13日、内閣総理大臣の野田佳彦が内閣改造を行い、野田第1次改造内閣が発足した。川端は国務大臣として留任し、総務大臣、内閣府特命担当大臣（沖縄及び北方対策、地域主権推進）を引き続き務めた。また、「地域の活性化を総合的に推進するため企画立案及び行政各部の所管する事務の調整」も引き続き兼務。
同年6月4日、野田が内閣改造を再度行い、野田第2次改造内閣が発足した。川端は国務大臣として再び留任し、総務大臣、内閣府特命担当大臣（沖縄及び北方対策、地域主権推進）を引き続き務めることになった。また、「地域の活性化を総合的に推進するため企画立案及び行政各部の所管する事務の調整」も引き続き兼務。同年10月1日、野田第3次改造内閣の発足に伴い退任。

### 民主党の下野・落選と繰り上げ当選・衆議院副議長就任
2012年12月16日の第46回衆議院議員総選挙で、民主党はベテラン議員からも数多くの落選者を出す大敗によって政権を失ったが、川端も自民党の新人大岡敏孝に敗れ、比例復活もならず落選した。民主党は滋賀県の小選挙区での4議席をすべて失い、比例復活で再選した三日月大造が民主党滋賀県連に属する唯一の現職衆議院議員となった。
2014年5月9日、三日月が滋賀県知事選挙出馬のため辞職した。これに伴い、川端を比例近畿ブロックで繰り上げ当選とすることが中央選挙管理会による選挙会において5月14日に決定し、翌15日に当選の旨が告示された。同年9月16日、新執行部発足に伴い、再び党の国会対策委員長に就任した。同年12月の第47回衆議院議員総選挙では自民党の大岡に滋賀1区で再び敗れたが、比例復活で10選した。同月召集された特別国会において第66代衆議院副議長に選出された。

### 政界引退
2017年9月21日、第48回衆議院議員総選挙に出馬せず政界を引退する意向を表明した。前・滋賀県知事の嘉田由紀子を後継指名したが、嘉田は接戦で大岡に敗れた。
民進党の分裂後は旧国民民主党を経て国民民主党滋賀県連常任顧問。2022年10月、国民民主党顧問に就任。

## 活動
- 2004年11月に鈴木宗男へ一審実刑判決が出た際、民主党は川端の談話として「鈴木元議員を巡っては数多の疑惑が取り沙汰され、わが党も国会において厳しく追及した。その一部に過ぎないとはいえ、司法の場で事実関係が解明され、厳正な審判が下されたものと評価している」とコメントした[18]。
- 嘉田由紀子が当選した2006年7月の滋賀県知事選挙では、現職の國松善次と嘉田のどちらを推薦するかで民主党滋賀県連内の意見が二分し、最終判断を一任された県連代表の川端は5月12日に國松の推薦を決定。知事を2期8年務めた國松を評価する一方で、新幹線新駅建設凍結を主張する嘉田と推進する県連の立場にはズレがあることなどを指摘した。14日に自民党県連も國松の推薦を決定。同22日、民主党本部は地方選挙で自民との相乗りを禁止する方針を決めたが、6月9日に國松の推薦を決定した[19][20]。選挙後、川端は民主党支持層の多くが嘉田に投票したとの観測を示し、新幹線新駅建設凍結を支持する考えを表明した[21]。
- 2008年に民主党政策調査会下の党の正式機関として発足した民主党新時代娯楽産業健全育成プロジェクトチームにおいて顧問を務める。
- 鳩山内閣で文部科学大臣に就任した際にも、アニメーターの低賃金問題を取り上げ、労働状況の改善に努める旨を述べ、自らも会社員時代に労働組合で活動しているなど、一貫して労働者保護の立場ではある物の、上述の通り、国家公務員に対しては「徹夜してでも答弁を作成すべき」などとのべ、労働者としての官僚を保護しない立場をとる二面性を持っていた。

## 政策・主張
- 集団的自衛権の行使を禁じた政府の憲法解釈を見直すことに反対[22]。
- 原子力規制委員会の新基準を満たした原発は再開すべきとしている[22]。
- 女性宮家の創設に賛成[22]。
- 日本のTPP参加に賛成[22]。
- 選択的夫婦別姓制度の導入にどちらかというと賛成[23][24]。

## 逸話
- 阪神タイガースのファンで、「阪神タイガースを応援する議員の会」の23人の発起人の一人。「阪神タイガースが優勝したら国会で六甲颪を歌う」が同会の活動方針。
- 漫画やゲーム、アニメなどのサブカルチャーに造詣が深い。好きなゲームはコーエーの『信長の野望』シリーズである[25]。鳩山内閣で文部科学大臣に就任した際にも、アニメーターの低賃金問題を取り上げ、労働状況の改善に努める旨を述べた。
- 趣味は読書で、自他共に認める民主党の雑学王。「映画『ROOKIES』について議論できる政治家は私くらいです」（本人談）とのこと。その他、スポーツ観戦、パソコン、モータースポーツ、壊れたものを直して使う、などが趣味。
- 尊敬する人物は西尾末広（民社党初代委員長）[26]。
- 2018年春の叙勲で旭日大綬章を受章。

## 政治資金
- 川端の政治資金管理団体が1987年から2008年までの間、東レ労働組合幹部宅や公設秘書の自宅を事務所として届け事務所費を計上していた。事務所は「ニュースレターを作成する場所が必要で経費は発生している。法に基づいて計上している」としている[27][28]。また、川端が代表を務める政党支部と資金管理団体などがスナックなどを政治活動に利用していた。事務所は「法に基づいて正確、適切に記載している」「党からの寄付は充てていない」としている[29]。2010年3月5日の衆議院文部科学委員会で川端は自民党の松野博一に「これは適切で問題がないということであれば、会計帳簿や領収書等の書類を委員会にぜひ提出していただきたいというふうに思います」「法律上も政治倫理上も社会的道義上も全く問題がないということになれば、今後この問題に時間をとられることなく、大臣にとってもいいことだと思います」「ぜひ、川端大臣の政治団体の資金管理責任者の方を当委員会にお呼びをして質疑をする機会を設けていただきたいと思いますが」と迫られるも最後まで「私は適切に処理しており、その時々に応じた報告をしているということでございます」と答弁し何も釈明することなくこの問題を乗り切った。

## 選挙歴
| 当落 | 選挙                   | 執行日         | 年齢 | 選挙区              | 政党   | 得票数     | 得票率 | 定数 | 得票順位 /候補者数 | 政党内比例順位 /政党当選者数 |
| ---- | ---------------------- | -------------- | ---- | ------------------- | ------ | ---------- | ------ | ---- | ------------------ | ---------------------------- |
| 当   | 第38回衆議院議員総選挙 | 1986年07月06日 | 41   | 旧滋賀全県区        | 民社党 | 8万432票   | 12.98% | 5    | 5/7                | /                            |
| 当   | 第39回衆議院議員総選挙 | 1990年02月18日 | 45   | 旧滋賀全県区        | 民社党 | 9万2031票  | 13.90% | 5    | 4/8                | /                            |
| 当   | 第40回衆議院議員総選挙 | 1993年07月18日 | 48   | 旧滋賀全県区        | 民社党 | 9万3023票  | 14.27% | 5    | 2/8                | /                            |
| 当   | 第41回衆議院議員総選挙 | 1996年10月20日 | 51   | 滋賀1区             | 新進党 | 5万5967票  | 34.71% | 1    | 1/4                | /                            |
| 当   | 第42回衆議院議員総選挙 | 2000年06月25日 | 55   | 滋賀1区             | 民主党 | 7万8834票  | 44.24% | 1    | 1/4                | /                            |
| 当   | 第43回衆議院議員総選挙 | 2003年11月09日 | 58   | 滋賀1区             | 民主党 | 8万7857票  | 51.02% | 1    | 1/3                | /                            |
| 比当 | 第44回衆議院議員総選挙 | 2005年09月11日 | 60   | 比例近畿（滋賀1区） | 民主党 | 8万9503票  | 43.60% | 1    | 2/3                | 4/9                          |
| 当   | 第45回衆議院議員総選挙 | 2009年08月30日 | 64   | 滋賀1区             | 民主党 | 11万2590票 | 51.93% | 1    | 1/4                | /                            |
| 落   | 第46回衆議院議員総選挙 | 2012年12月16日 | 67   | 滋賀1区             | 民主党 | 6万921票   | 31.59% | 1    | 2/5                | 4/3                          |
| 比当 | 第47回衆議院議員総選挙 | 2014年12月14日 | 69   | 比例近畿（滋賀1区） | 民主党 | 6万9543票  | 40.93% | 1    | 2/3                | 2/4                          |

- 第46回は、三日月大造の辞職（知事選出馬）に伴って比例近畿ブロックで繰り上げ当選。

## 所属団体・議員連盟
- 民社協会 - 民進党内の旧民社党系で構成される政策グループ。理事長を2006年から2012年まで務めた。
- 北京オリンピックを支援する議員の会（副会長）
- 日韓議員連盟
- 在日韓国人をはじめとする永住外国人住民の法的地位向上を推進する議員連盟